# Arno Theus

Arno Theus (1971)

Arno Theus (* 18. Oktober 1911 in Thusis; † 24. März 1999 in Chur, reformiert, heimatberechtigt in Felsberg, seit 1953 in Thusis) war ein Schweizer Politiker (Demokratische Partei Graubündens).

## Biografie
Arno Theus kam am 18. Oktober 1911 in Thusis als Sohn des Kaufmanns Leonhard Theus und der Mathilda geborene Bandli zur Welt. Nach dem Besuch der Kantonsschule in Chur, belegte er das Studium der Wirtschaftswissenschaften in St. Gallen und Bern, das er 1938 mit dem Erwerb des akademischen Grades eines Dr. rer. pol. abschloss. In der Folge war er zwischen 1937 und 1950 als Sekretär des Bündner Bauernverbands beschäftigt.
Zudem fungierte Arno Theus von 1966 bis 1985 als Verwaltungsratspräsident der Bündner Kraftwerke, von 1978 bis 1985 der Kraftwerke Hinterrhein sowie von 1959 bis 1982 der Graubündner Kantonalbank. Ferner präsidierte Theus von 1963 bis 1975 die Bündner Arbeitsgemeinschaft für Wanderwege.
Arno Theus war verheiratet mit Ursula Katharina, der Tochter des Kaufmanns Anton Brunold. Er verstarb am 24. März 1999 im Alter von 87 Jahren in Chur.

## Politik
Das Mitglied der Demokratischen Partei war zunächst von 1939 bis 1947 Mitglied im Bündner Grossen Rat. Anschliessend stand Arno Theus in den Jahren 1951 bis 1956 als Regierungsrat dem Erziehungs- und Sanitätsdepartement vor. Zuletzt amtierte er von 1956 bis 1974 als Ständerat, den er zwischen 1970 und 1971 präsidierte. Er war auch Präsident der Finanzdelegation der Eidgenössischen Räte.